# Province de Tayacaja
La province de Tayacaja (en espagnol : Provincia de Tayacaja) est l'une des sept provinces de la région de Huancavelica, dans le centre du Pérou. Son chef-lieu est la ville de Pampas.

## Géographie
La province couvre une superficie de 3 370,6 km2. Elle est limitée au nord et à l'ouest par la région de Junín, à l'est par la région d'Ayacucho et la province de Churcampa, au sud par la province de Huancavelica.

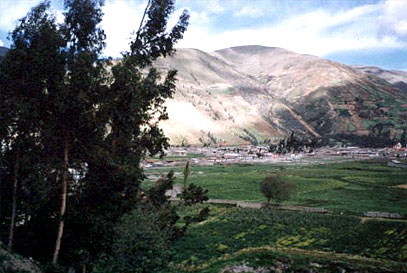
Pampas

## Population
La population de la province s'élevait à 104 901 habitants en 2007.

## Subdivisions
La province de Tayacaja est divisée en seize districts :
- Acostambo
- Acraquía
- Ahuaycha
- Colcabamba
- Daniel Hernández
- Huachocolpa
- Huaribamba
- Ñahuimpuquio
- Pampas
- Pazos
- Quishuar
- Salcabamba
- Salcahuasi
- San Marcos de Rocchac
- Surcubamba
- Tintay Puncu